# Tecnológico de Monterrey (Campus Central de Veracruz)
El Tecnológico de Monterrey, Campus Central de Veracruz  es una de las universidades privadas del estado y de las más importantes para la región, fundada en 1981 en las instalaciones anexas al Hotel Ruiz Galindo, posteriormente en 1982, fue establecida en el lugar que ahora se encuentra.

## Historia
El sueño de traer una universidad al Estado de Veracruz comenzó como un sueño, donde 30 exa-alumnos egresados del Tecnológico de Monterrey se lo pusieron como todo un reto por diferentes razones, entre ellas y la más importante, cómo sería posible traer a la universidad a la región.EL primer egresado de la región Córdoba del Tecnológico de Monterrey fue Rodolfo Perdomo Calatayud, junto con Humberto Zúñiga, Gonzalo Tress, Rodrigo Menéndez, Felipe del Río, Luis Pontón, Rachuan Kuri, José Luis Carus, León Penagos, Juan Perdomo Menéndez, Tino García, Ángel Bragado, José Luis Torre y Juan Fernando Perdomo Bueno y algunos que se unieron al sueño, buscaron las posibilidades de fundar un Campus en la Ciudad de Córdoba, o por lo menos en un lugar en donde no se tuviera un conflicto con Orizaba por una nueva escuela.
Para los inicios de 1981 ya se tenía unan fecha para poder iniciar la Prepa Tec, pero aún no contaban con el lugar adecuado, buscaron diferentes alternativas, entre ellas el anexo del Hotel Ruiz Galindo (ahora Fortín de las Flores), el cual fue transformado con la ayuda de Cementos Veracruz, en las instalaciones adecuadas para poder continuar con el proyecto que tenía casi un año de iniciado. 
En abril de 1981 se firmó el acta constitutiva de Enseñanza e Investigación del estado de Veracruz AC (EIEVAC), Asociación no lucrativa, que auspicia y patrocina al Tecnológico de Monterrey en su Campus Central de Veracruz. Juan Fernando Perdomo Bueno fue nombrado distinguido como Presidente Fundador cuando contaba con apenas 24 años de edad. 
El 10 de agosto de 1981 fue el primer día de clases, los 98 alumnos que se inscribieron cortaron el listón de inauguración del Campus, y a la cabeza, el Ingeniero Jaime Fuentes.
Un año después, ya habían conseguido 15 hectáreas de terreno (donde actualmente se encuentra el Campus), con apoyo y recaudo de fondos de los empresarios de la localidad, se pudo construir el módulo norte con 15 salones en tres pisos, un pequeño auditorio (con capacidad de 200 personas) y el área administrativa. De esta forma, se tuvieron las nuevas instalaciones en terrenos propios.
Para 1990, también se decidió que dentro de este proyecto se incluyera un edificio con el suficiente espacio para que los alumnos desarrollaran actividades extra académicas, y es así como nace el Centro de Actividades para el Desarrollo Estudiantil (CADE) y es habilitada la cancha de fútbol.
Hacia 1993 lo que seguía dentro de los planes era el Centro de Competitividad Internacional (CCI) que concentraría el Centro Electrónico de Cálculo, la Biblioteca y Aulas de Maestría, por lo ambicioso que era el proyecto solo se había construido una de tres partes.
Al saturarse el primer edificio de aulas, se proyectó y construyó el edificio de aulas de profesional. Posteriormente se construyó también el snack de esa zona así como se completó el área deportiva (canchas de tennis) y se comenzó a recaudar fondos para un edificio de residencias para los alumnos foráneos.
TECNOLOGICO DE MONTERREY CAMPUS CENTRAL VERACRUZ SE VA
El Tec de Monterrey campus Central de Veracruz, en la ciudad de Córdoba, cerrará gradualmente sus operaciones durante los siguientes dos años, anunciaron conjuntamente el Tecnológico de Monterrey y la asociación civil Enseñanza e Investigación del Estado de Veracruz (EIEVAC).
EIEVAC es la asociación propietaria del terreno en donde está el campus y es conformada por un grupo de empresarios, quienes en 1981 invitaron al Tecnológico de Monterrey a asentarse allí.
Tanto el Tec de Monterrey como EIEVAC se comprometen a tomar las medidas necesarias para asegurar que todos los alumnos puedan completar los programas de estudio en los que estén inscritos, con el mismo estándar de calidad ofrecido al momento de su ingreso.
La oferta actual incluye tres años de preparatoria y un año de exploración para las carreras de negocios e ingenierías, después del cual los alumnos se trasladan a otro campus del Tec en el país para culminar los semestres restantes de sus carreras. 
Las inscripciones para la preparatoria se suspenderán a partir del 14 de enero, sin perjuicio de los alumnos ya inscritos, quienes podrán concluir sus estudios de acuerdo a lo planeado. 
A su vez, las inscripciones para las carreras del Tec se mantendrán aún de manera normal. 
“Vamos a seguir garantizando el mismo nivel académico. Estamos muy orgullosos todos de formar parte de la comunidad Tec y siempre lo seguiremos estando”, afirmó Rafael Comonfort, director del campus.
Durante las sesiones en las que se comunicó la decisión a los alumnos, padres de familia, colaboradores y alumnos de nuevo ingreso, el directivo aseguró que estará para atender todas las inquietudes.
Posteriormente, después de 2021, alumnos que quieran tomar las carreras del Tec de Monterrey  podrán hacerlo directamente en cualquier de sus otros 25 campus en el país, mientras que EIEVAC buscará ofrecer carreras completas, pero de la mano ya de otra institución educación.

## Acreditaciones
El Campus Central de Veraruz cuenta con las acreditaciones de:
- CACECA.- Consejo de Acreditación en la Enseñanza de la Contaduría y Administración
- CACEI.- Consejo de la Acreditación en la Enseñanza de Ingeniería Industrial

En el departamento de negocios se encuentra Licenciatura de Administración de Empresas (LAE), Licenciatura en Comercio Internacional (LIN) y Licenciatura en Mercadotecnia (LEM).
En el departamento de Ciencias acredita a la carrera de Ingeniería Industrial y de Sistemas
Estás acreditaciones se basaron en la evaluación de 8 variables:
- 1. Profesores
- 2. Estudiantes
- 3. Programa de licenciatura
- 4. Formación Integral
- 5. Recursos Financieros
- 6. Recursos y Eficiencia
- 7. Extensión e Investigación
- 8. Formación Adicional

## Programas educativos
- Prepa tec
- Carreras profesionales
- Mastrías y Doctorados
- Diplomados y cursos

## Carreras Profesionales
Dentro del Campus hay 2 carreras completas, las cuales son:
- LAE-. Licenciado en Administración de Empresas y Estrategia de Negocios
- IIS.- Ingeniero Industrial y de Sistemas

## Troncos comunes
El Campus también cuenta con el tronco común de 44 carreras en las siguientes áreas:
- Agricultura y Alimentos
- Arquitectura
- Ciencias Sociales y Humanidades
- Comunicación y Periodismo
- Derecho
- Diseño y Arte Aplicado
- Ingeniería y Ciencias
- Negocios y Administración
- Salud
- Tecnologías de Información y Electrónica

## Maestrías en Línea
El Campus también ofrece maestrías en línea, por medio de Universidad Virtual dentro de las áreas
- Administración y Finanzas
- Gobierno y Política Pública
- Tecnologías de Información y Electrónica
- Ingeniería y Arquitectura
- Innovación
- Educación
- Humanidades y Ciencias Sociales

## Vida Estudiantil
El Campus Central de Veracruz te ofrece también habilidades y herramientas para el crecimiento de tu desarrollo profesional y personal como lo es la Dirección de Asuntos Estudiantiles (DAE). a través de los departamentos que la integran:
- Grupos Estudiantiles
- Deportes
- Difusión cultural
- Campaña de prevención
- Formación social

## Cierre del Campus
El Tec de Monterrey campus Central de Veracruz, en la ciudad de Córdoba, cerrará gradualmente sus operaciones durante los siguientes dos años, anunciaron conjuntamente el Tecnológico de Monterrey y la asociación civil Enseñanza e Investigación del Estado de Veracruz (EIEVAC).
EIEVAC es la asociación propietaria del terreno en donde está el campus y es conformada por un grupo de empresarios, quienes en 1981 invitaron al Tecnológico de Monterrey a asentarse allí.
Tanto el Tec de Monterrey como EIEVAC se comprometen a tomar las medidas necesarias para asegurar que todos los alumnos puedan completar los programas de estudio en los que estén inscritos, con el mismo estándar de calidad ofrecido al momento de su ingreso.
La oferta actual incluye tres años de preparatoria y un año de exploración para las carreras de negocios e ingenierías, después del cual los alumnos se trasladan a otro campus del Tec en el país para culminar los semestres restantes de sus carreras. 
Las inscripciones para la preparatoria se suspenderán a partir del 14 de enero, sin perjuicio de los alumnos ya inscritos, quienes podrán concluir sus estudios de acuerdo a lo planeado. 
A su vez, las inscripciones para las carreras del Tec se mantendrán aún de manera normal. 
“Vamos a seguir garantizando el mismo nivel académico. Estamos muy orgullosos todos de formar parte de la comunidad Tec y siempre lo seguiremos estando”, afirmó Rafael Comonfort, director del campus.
Durante las sesiones en las que se comunicó la decisión a los alumnos, padres de familia, colaboradores y alumnos de nuevo ingreso, el directivo aseguró que estará para atender todas las inquietudes.
Posteriormente, después de 2021, alumnos que quieran tomar las carreras del Tec de Monterrey  podrán hacerlo directamente en cualquier de sus otros 25 campus en el país, mientras que EIEVAC buscará ofrecer carreras completas, pero de la mano ya de otra institución educativa.